# (2216) Керчь
(2216) Керчь — типичный астероид главного пояса, который был открыт 12 июня 1971 года советской женщиной-астрономом Тамарой Смирновой в Крымской астрофизической обсерватории и 1 марта 1981 года назван в честь города-героя Керчи.